# Torneio de Roland Garros de 1987
O Torneio de Roland Garros de 1987 foi um torneio de tênis disputado nas quadras de saibro do Stade Roland Garros, em Paris, na França, entre 25 de maio e 7 de junho. Corresponde à 20ª edição da era aberta e à 86ª de todos os tempos.

## Finais

### Profissional
| Categoria | Evento    | Campeã(s)(o/ões)                | Vice-campeã(s)(o/ões)         | Resultado               | Chave(s)  | Chave(s)       |
| --------- | --------- | ------------------------------- | ----------------------------- | ----------------------- | --------- | -------------- |
| Simples   | Masculino | Ivan Lendl                      | Mats Wilander                 | 7–5, 6–2, 3–6, 7–6      | principal | qualificatório |
| Simples   | Feminino  | Steffi Graf                     | Martina Navrátilová           | 6–4, 4–6, 8–6           | principal | qualificatório |
| Duplas    | Masculino | Anders Järryd Robert Seguso     | Guy Forget Yannick Noah       | 6–7, 6–7, 6–3, 6–4, 6–2 | principal | principal      |
| Duplas    | Feminino  | Martina Navrátilová Pam Shriver | Steffi Graf Gabriela Sabatini | 6–2, 6–1                | principal | principal      |
| Duplas    | Misto     | Pam Shriver Emilio Sánchez      | Lori McNeil Sherwood Stewart  | 6–3, 7–64               | principal | principal      |

### Juvenil
| Categoria | Evento    | Campeã(s)(o/ões)                | Vice-campeã(s)(o/ões) | Resultado     | Chave(s)  | Chave(s)       |
| --------- | --------- | ------------------------------- | --------------------- | ------------- | --------- | -------------- |
| Simples   | Masculino | Guillermo Pérez-Roldán          | Jason Stoltenberg     | 6–3, 3–6, 6–1 | principal | qualificatório |
| Simples   | Feminino  | Natasha Zvereva                 | Jana Pospíšilová      | 6–1, 6–0      | principal | qualificatório |
| Duplas    | Masculino | Jim Courier Jonathan Stark      |                       |               | principal | principal      |
| Duplas    | Feminino  | Natasha Zvereva Natalia Zvereva |                       |               | principal | principal      |